# كرم مصالحة

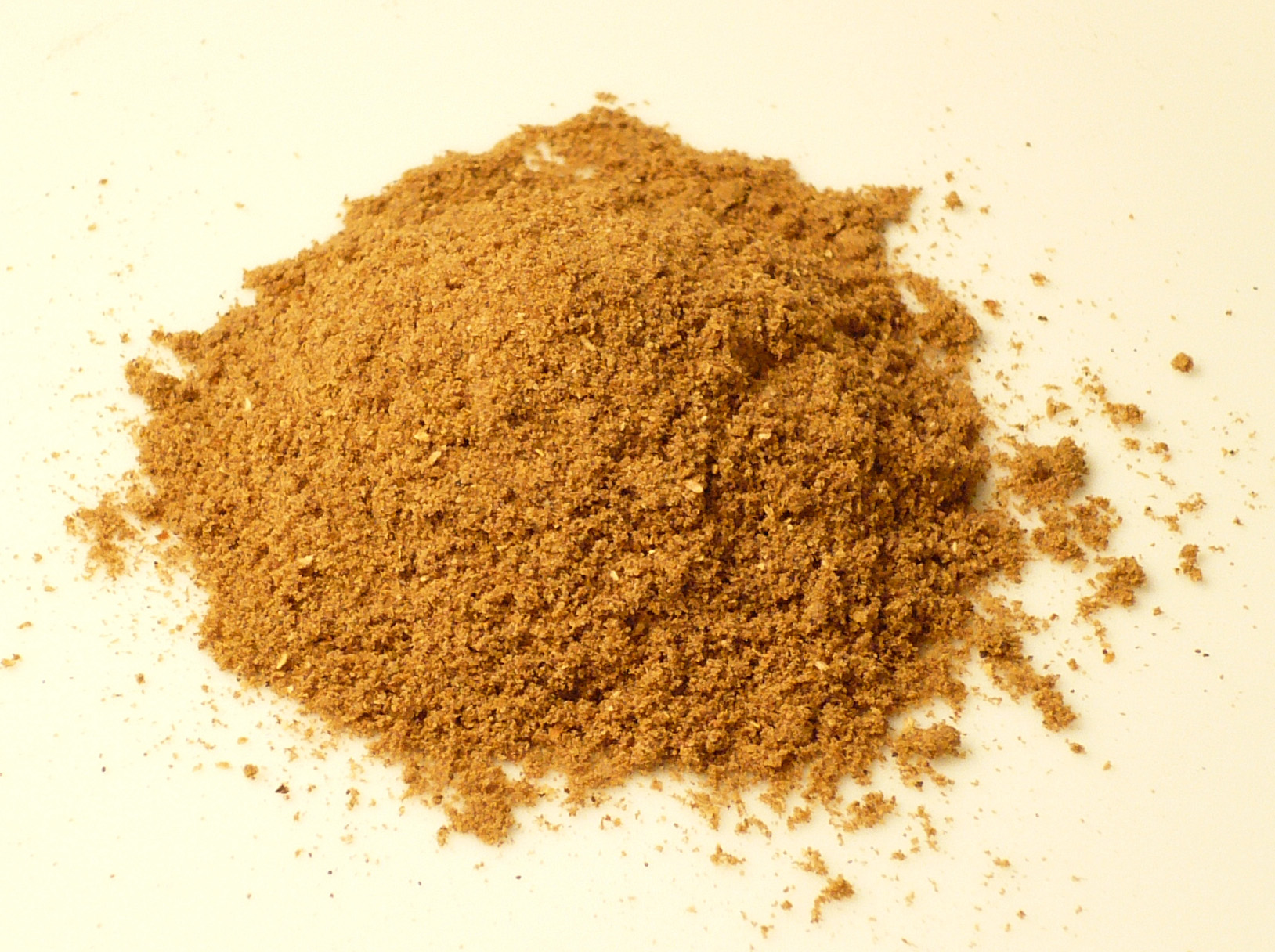
قَرَم مصالحة

كَرَم مصالحة أو قَرَم مصالحة (بالأردية: گرم مصالحه) من اللغة الهندية گرم، تعني «الحارة» ومصالحه «خليط»، هي مزيج أساسي من توابل مطحونة شائعة في الهند وغيرها من مأكولات جنوب آسيا. وهو يستخدم وحده أو مع غيره من التوابل.

## المكونات

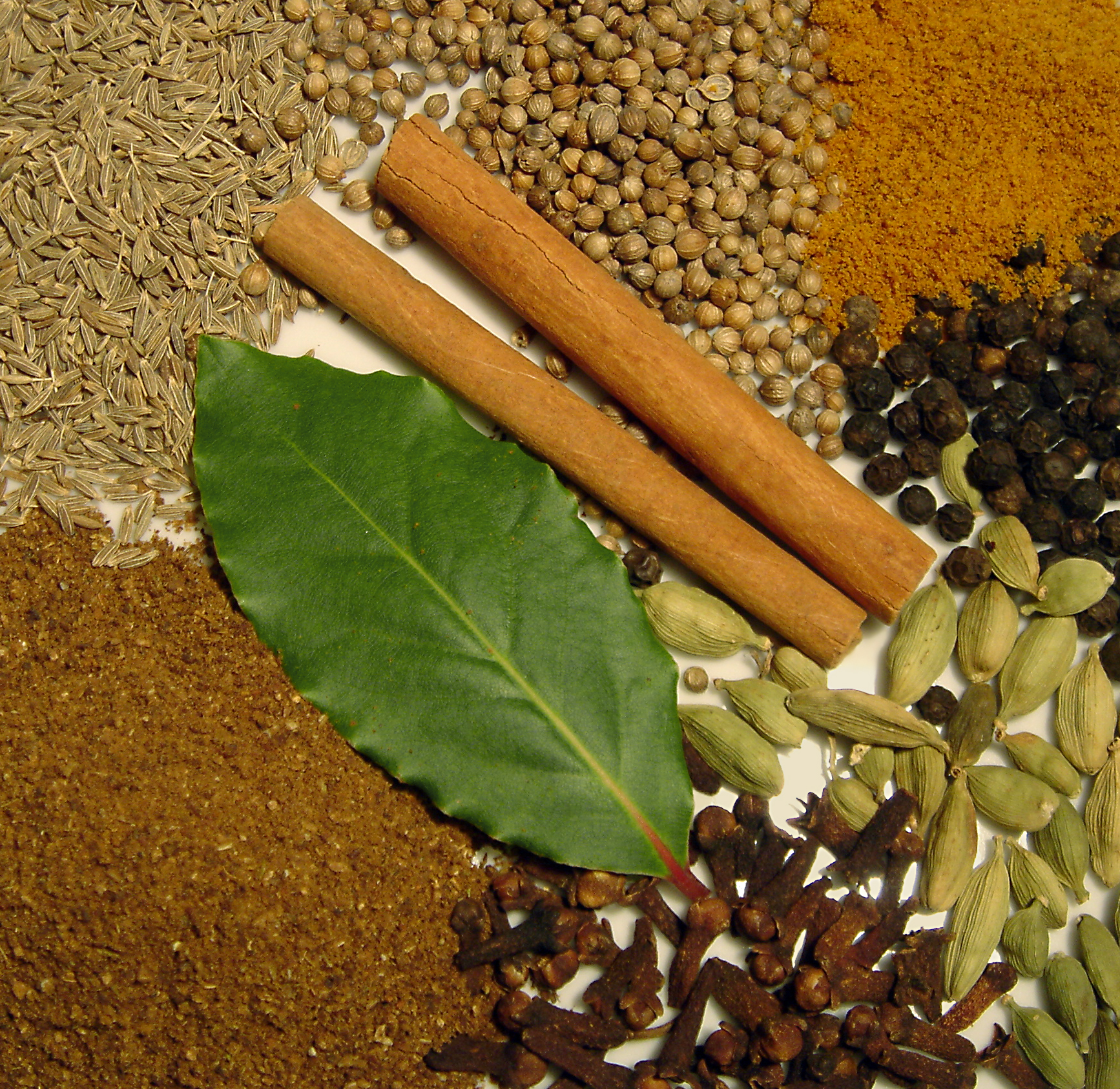
مكونات قَرَم مصالحة

يختلف تكوين كرم مصالحة إقليميا، بتشكيلة واسعة في مختلف أنحاء الهند. بعض المكونات الشائعة هي حبوب الفلفل الأبيض والأسود، القرنفل الثوم، أوراق الغار، الفلفل الطويل (المعروف أيضا باسم pippali)، الكمون الأسود (المعروفة باسم shahi jeera)، وبذور الكمون القرفة؛ والهيل الأسود والبني والأخضر، وجوزة الطيب، الصولجان، اليانسون وبذور الكزبرة. تستخدم مجموعات متنوعة من هذه التوابل وغيرها في تنويعات إقليمية من القَرَم مصالحة،  ولا يعد أي منها أكثر أصالة من اللآخر.
تدعو بعض الوصفات لخلط التوابل مع الأعشاب، في حين تدعو أخرى إلي طحن التوابل مع الماء أو الخل أو سوائل أخرى مثل حليب جوز الهند لعمل عجينة. في بعض الوصفات الأخرى قد يضافجوز الهند، أو البصل أو الثوم. قد تخلط النكهات بعناية لتحقيق تأثير متوازن، أو تغلب نكهة واحدة في بعض الحالات من أجل أطباق خاصة يكون هذا هو المطلوب فيها. عادة ما تطهي المصالحة قبل الاستخدام لإطلاق روائحها ونكهاتها.

### المنوعات الإقليمية
من المفهوم عموما أن التوابل الداخلة في قَرَم مصالحة ستختلف حسب المنطقة والذوق الشخصي. ففي الشمال الغربي عادة ما يدخل في القَرَم مصالحة القرنفل، الهال الأخضر، والأسود، و/أو البني، والقرفة، قرفة صينية، والميس «تابل مستخرج من قشرة جوزة الطيب» و/أو جوزة الطيب. يضاف الفلفل الأسود إذا ما كان هذا المزيج سيستخدام فوراً، ولكن إذا كان سيحفظ، سوف تضعف رائحته، وقد تتغير خصائصه. من النموذجي أيضاً في المنطقة استخدام الكمون والكمون الأسود. تمزج المكونات معاً، ولكن لا تحمص.

### الخليط التجاري
يمكن الحصول على كرم مصالحة كخليط مسحوق معد تم إعداده تجارياً من التوابل. قد تشمل الكثبر من الخلطات التجارية المزيد من التوابل الأرخص التي قد تحتوي على الفلفل الأحمر الحار المجفف،  والثوم المجفف، ومسحوق الزنجبيل، والسمسم، وحبوب الخردل، الكركم، الكزبرة، أوراق الغار، والينسون والشمر. على الرغم من أن مكونات الكرم مصالحة يمكن شراؤها مطحونة جاهزة، إلا أنه كما هو الحال مع كل التوابل المطحونة، لا تبقي صالحة، وسرعان ما تفقد رائحة. التوابل السليمة، والتي تبقي طازجة لفترة أطول، يمكن أن تطحن عند الحاجة باستخدام هاون ومدقة أو طاحونة القهوة الكهربائية. عند استخدام القَرَم مصالحة التجارية في الأطباق عادة ما تضاف في نهاية الطهي بحيث يحتفظ بكامل الرائحة. القَرَم مصالحة السليمة (غير المطحونة) تضاف مبكراً إلي لدهون الطهي سواء كانت زيت أو سمن للمزيد من النكهة اللاذعة. للحصول علي نكهة أعمق، لا يستخدم العديد من الطهاة الباكستانيين والهنود القَرَم مصالحة التجارية المطحونة ويصروم على عمل القَرَم مصالحة الخاصة بهم من التوابل والأعشاب السليمة.

### الاستخدام في أطباق معينة
الترتيب الذي تضاف به التوابل إلى الطعام قد يكون دقيقاً جدا في بعض الأطباق. فمثلاً في حالة صنف لحم الأغنام المطبوخ بالقشطة والزبدة والتوابل، يطحن كل من الكزبرة، والزنجبيل، والفلفل على حدة. ويعد قَرَم مصالحة من القرنفل، والقرفة، والهال، والشمر، والقرفة الصينية، والكمون والكركم وجوزة الطيب، بشكل منفصل. يتذوق الطاهي الطبق بعناية ليقرر بالضبط اللحظة التي يجب أن يضاف فيها التابل المقبل. الترتيب هو الكزبرة في البداية، ثم الزنجبيل المطحون، ثم الكرم مصالحة وأخيرا الفلفل.
أيضاً في طبق الدجاج مرجو كاري (دجاج بالكاري) خطوات العمل دقيقة. أولا تقلى الدجاجة وترفع من المقلاة. ويضاف البصل والثوم والزنجبيل الطازج إلى المقلاة ويتم طهيهم ببطء لمدة 7 إلى 8 دقائق. ثم يضاف مسحوق الكمون، والكركم والكزبرة، ويضاف الفلفل الحريف والشمر مع الماء ويقلى لمدة دقيقة أو نحو ذلك. يضاف تالياً concassé الطماطم ‏ مع الكزبرة ولبن الزبادي والملح. يعاد الدجاج إلى المقلاة ويضاف إليه المزيد من الماء. أخيرا يرش عليها بعض قَرَم مصالحة، يغطى الوعاء بإحكام وتترك الخلطة لتنضج لمدة عشرين دقيقة أخرى قبل أن تقدم.